# Eriocaulon molinae
Eriocaulon molinae är en gräsväxtart som beskrevs av Louis Otho Otto Williams. Eriocaulon molinae ingår i släktet Eriocaulon och familjen Eriocaulaceae.
Artens utbredningsområde är Honduras. Inga underarter finns listade i Catalogue of Life.